# داميان أكرمان
داميان أكرمان (بالإسبانية: Damián Akerman) مواليد 25 مارس 1980 في الأرجنتين، هو لاعب كرة قدم أرجنتيني يلعب مع خيمناسيا إسغريما دي ميندوزا كمهاجم.

## مرحلة الشباب

### أندية لعب لها
- نيولز أولد بويز

## المسيرة الاحترافية

### أندية لعب لها
- خيمناسيا إسغريما دي ميندوزا

## روابط خارجية
- داميان أكرمان على موقع قاعدة بيانات كرة القدم.إي يو (الإنجليزية)
- داميان أكرمان على موقع Soccerway.com (الإنجليزية)